# Tinodes siskiyou
Tinodes siskiyou is een schietmot uit de familie Psychomyiidae. De soort komt voor in het Nearctisch gebied.